# رمضان جمال
رمضان جمال (به عربی: رمضان جمال) یک شهرداری در الجزایر است که در استان سکیکده واقع شده‌است.